# EB-Tenderreihe 11
Die EB-Tenderreihe 11 war eine Schlepptenderreihe der Belgischen Staatsbahnen (Chemins de fer de l’État belge, abgekürzt EB, auch L’État belge).

## Geschichte
Diese Baureihe mit zweiachsigen Drehgestellen wurden speziell für die ursprünglich von der schottischen Caledonian Railway konstruierten Lokomotiven der Klasse 721, welche die Belgische Staatsbahn als Reihe 17 übernahm, entwickelt. Es waren die ersten vierachsigen Tender der EB. Eine Weiterentwicklung dieses Typs war die Tenderreihe 14, die ab 1901 gebaut wurde.
1931 waren noch 11 vorhanden, die letzten wurden noch vor 1. Mai 1944 ausgemustert.

## Nummerierung
Schlepptender hatten bei den EB ursprünglich Ordnungsnummern ohne erkennbaren Zusammenhang mit den Nummern der damit gekuppelten Lokomotiven und zudem keine festen Nummernbereiche je Reihe. Alle Tender dieser Reihe hatten vierstellige Nummern im Bereich von 2400 bis 2699, in dem aber durchaus auch Tender anderer Reihen ihre Nummern hatten.
Erst 1931 erfolgt eine Umnummerierung der zu dem Zeitpunkt noch bei der Nationale Gesellschaft der Belgischen Eisenbahnen (NMBS/SNCB) vorhandenen Schlepptender nach einem neuen Schema mit fünfstelligen Nummern und nach Reihen getrennten Nummernbereichen.